# Grevenbroicher Zeitung
Die Grevenbroicher Zeitung (GVZ) war eine in Grevenbroich von der Druckerei Bochum herausgegebene Zeitung, die von 1831 bis 1937 (mit Unterbrechungen) erschien. Sie zählt zu einer der wichtigsten Quellen für die Geschichte Grevenbroichs im 19. und zu Beginn des 20. Jahrhunderts. Der Bestand ist zu großen Teilen über die Universitätsbibliothek in Bonn, das Kreisarchiv Neuss sowie das Stadtarchiv in Grevenbroich verfügbar und einsehbar. Probleme bei der Erforschung der Zeitung sind aktuell noch die sich häufig widersprechenden Jahresangaben.

## Die erste Ausgabe 1831 oder 1832
1831 bezieht die Bochum’sche Buchdruckerei Räume in einem Anbau des Alten Schlosses, hier wird in der Folge die Grevenbroicher Zeitung (zugleich Organ der Gilbach) zuerst von Wilhelm Heinrich Bochum herausgegeben. Sie erscheint vermutlich ab 1831 als Wochenblatt im Kleinformat, davon geht zumindest Wolfgang Brandt (1989: 55) aus. Auch die späteren Jubiläumsausgaben beziehen sich auf das Jahr 1831. Andere Daten geben allerdings Zumbusch (1925: 114) sowie Manfred Ganschinietz (1999: 392) an. Nach Zumbusch sei die erste Nummer des Geschäfts- und Unterhaltungsblattes für den Kreis Grevenbroich am 1. April 1832 erschienen. Als Herausgeber hätte ein Chr[istian] Bochum fungiert. Seine Angabe wirkt besonders vertrauenerweckend, da er die erste Nummer wohl noch selbst eingesehen hatte, immerhin schreibt er, dass die erste Ausgabe als Leitspruch den 1. Vers der Horazischen Ode gewählt habe, nämlich „Beatus ille, qui procul negotiis“. Vom Start der Zeitung geht auch Manfred Ganschinietz (1999: 392) aus. Danach sei die Zeitung nach einer Probenummer am 9. Juni 1832 regulär ab dem 4. Juli 1832 als Geschäfts- und Unterhaltungsblatt für den Kreis Grevenbroich und die nächstgelegenen Orte erschienen. Nach dem Tod Bochums überträgt dessen Witwe die Redaktion auf I. W. Bochum.

## Die Grevenbroicher Zeitung und der BSV Grevenbroich
Nach der Gründung des Bürgerschützenvereins 1849 Grevenbroich e. V. hat man 1851 Heinrich Bochum die Ehrenmitgliedschaft im BSV angetragen und dafür in den folgenden Jahren kostenfreie Anzeigen in der Grevenbroicher Zeitung erhalten.

## Unter Leitung von Fühling und Vincenz von Zuccalmaglios
1861 habe die Zeitung unter Leitung von Fühling ihre Erscheinungsweise und ihren Namen geändert. Sie erschien nun als Geschäfts- und Unterhaltungsblatt und Landwirtschaftlicher Anzeiger für das Jülicher Land zweimal wöchentlich und zwar mittwochs und sonntags, gedruckt wurde sie nun im Haus Markt 4. Nach einer Mitarbeit Zuccalmaglios in der Redaktion, übernimmt wohl zwischen 1871 und 1873 Peter Anton Bochum die Redaktion der Grevenbroicher Zeitung. Unter ihm zieht die Druckerei von Am Markt 4 zur Kölner Straße 12 um, zugleich beginnt eine Modernisierung des Druckbetriebes. Ein Industriemotor wird angeschafft und von der Handpresse auf eine Schnellpresse umgestellt, 1879 wird ein Kraft-Gasmotor angeschafft. Ab 1873 ist die Grevenbroicher Zeitung zugleich amtliches Organ für den Kreis Grevenbroich.

## Josef Bochum als leitender Redakteur
Nach dem Tod Peter Anton Bochums übernimmt 1897 dessen ältester Sohn Josef Bochum die Leitung der Redaktion. Unter ihm erlebt die Zeitung einen großen Aufschwung. Mit dem Einzug der Elektrizität 1900 kann der gesamte Betrieb abermals modernisiert werden und für die Maschinen jeweils ein Elektromotor angeschafft werden. Die Firma wird 1903 von der Witwe P. A. Bochum an dessen Söhne Josef und Karl übergeben. Sie firmiert in der Folge als Gebr. Bochum. Ab 1907 erscheint sie dreimal wöchentlich und 1909 kann man vom Handsatz auf eine Setzmaschine umstellen.

## Erster Weltkrieg und Zeitungsverlag
Aus dem Ersten Weltkrieg kehrt Josef Bochum schwer verwundet zurück, während der Besatzung wird die Grevenbroicher Zeitung durch die Hohe Interalliierte Rheinlandkommission verboten. Erst Anfang der Zwanziger Jahre wird die Zeitung wieder herausgegeben. 1924 werden zwei moderne Setzmaschinen angeschafft und die Zeitung kann umfangreicher erscheinen.

## 100 Jahre Grevenbroicher Zeitung und Einstellung

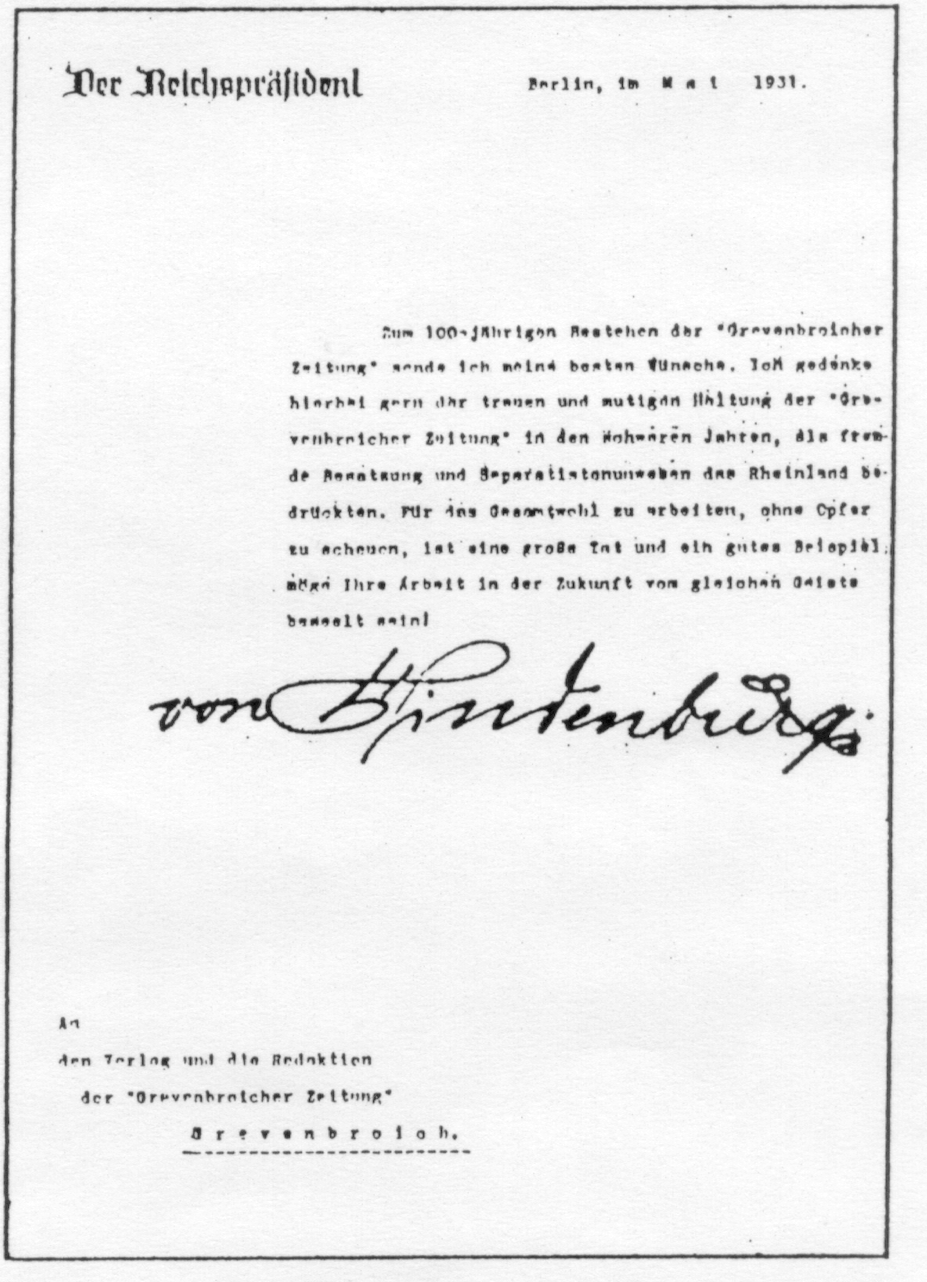
Glückwunschadresse des Reichspräsidenten

Am 16. Mai 1931 feiert die Grevenbroicher Zeitung ihr 100-jähriges Bestehen, zu dem auch Reichspräsident Paul von Hindenburg mit einer Glückwunschadresse gratuliert. Er schreibt:
„Zum 100-jährigen Bestehen der „Grevenbroicher Zeitung“ sende ich meine besten Wünsche. Ich gedenke hierbei gern der treuen und mutigen Haltung der „Grevenbroicher Zeitung“ in den schweren Jahren, die fremde Besatzung und Separatistenunwesen das Rheinland bedrückten. Für das Gesamtwohl zu arbeiten, ohne Opfer zu scheuen, ist eine große Tat und ein gutes Beispiel, möge Ihre Arbeit in der Zukunft vom gleichen Geiste beseelt sein!“
Die Redaktion liegt in dieser Phase bei Heinrich Bochum und seinem Vetter Walter. Mit dem Jahr 1933 wird für die Grevenbroicher Zeitung der Niedergang eingeläutet. Am 16. Mai 1933 beschließt der Kreis die Kündigung der Verträge mit den beiden amtlichen Kreisblättern, nämlich mit der NGZ (Vertrag vom 30. März 1930) und der GVZ (Vertrag vom 30. April 1930). Bemühungen des Kreisausschussmitglieds Quack, zumindest der Grevenbroicher Zeitung den Status als amtliches Kreisblatt zu erhalten scheitern. Am 31. August 1937 stellt die Grevenbroicher Zeitung endgültig ihr Erscheinen ein. Frühere Angaben, dies sei bereits 1936 geschehen, wurden vor einigen Jahren durch einen „neuen Quellenfund im Stadtarchiv“ widerlegt. Die Bochums hatten der Stadt nämlich eine Sammlung der gebundenen Zeitungen mit einer Unterbrechung ab 1860 angeboten und die Stadt Grevenbroich hatte daraufhin beim Preussischen Staatsarchiv in Düsseldorf angefragt, wodurch das genaue Datum der letzten Ausgabe überliefert ist.